# Belur Math
Belur Math (en bengalí বেলুড়মঠ, Monestir de Belur) és un conjunt de sis institucions, temples i escoles a la riba del riu Hughli (distributari del Ganges) a Belur, Bengala Occidental (Índia). Fundat a principis del segle XX per en Vivekananda com a monestir hindú i seu de la Ramakrishna Math i de la Missió Ramakrishna. És un important centre intel·lectual i religiós de l'hinduisme modern. Essent una institucions rellevant i una de les atraccions turístiques i religioses més importants de Calcuta. Molts fidels hi assisteixen a les cerimònies religioses i festivals que s'hi celebren.
El temple principal es va construir el 1935, ocupa el centre del campus, destacant per la seva arquitectura. Combina motius i símbols, tant cristians com musulmans, alhora que suggereix la singularitat i la universalitat de la fe amb Déu.

## Història
El gener de 1897 Vivekananda va fundar dos monestirs, un a Belur i l'altre a Mayavati a l'Himàlaia. Amb l'objectiu de rebre i formar joves que es convertirien en sannyasin de la Math Ramakrishna. El mateix any es va iniciar l'activitat filantròpica tot treballant per lluitar contra la fam.
Per dissenyar els plànols del temple de Belur Math es va inspirar en els monuments arquitectònics que va visitar al llarg dels seus viatges com ara el Taj Mahal, els palaus Fatehpur Sikri, els Diwan-I-Khas, els palaus de Rajasthan, antics temples de Maharashtra, Gujarat, Karnataka, Tamil Nadu i altres temples hindús. Així com de les catedrals romàniques i gòtiques d'Europa. Morí el 1902 abans de veure el seu somni fet realitat.
El projecte el portà a terme el seu company Swami Vijnananda també deixeble directe de Ramakrishna. De formació enginyer ho executà essent el president de la Missió Ramakrishna. La primera pedra del temple es col·locà el 1935 i s'inaugura el 14 de gener de 1938.

## Campus
El campus amb 16 hectàrees a la vora del riu Hughly, a part dels edificis monàstics, acull molts altres edificis com ara temples i institucions on es desenvolupen les activitats espirituals, socials i educatives de la missió Ramakrishna. Com ara l'escola de secundària amb internat fundada el 1941 i facultat universitària. Un institut per a la formació de professors fundat el 1958. I la infraestructura necessària per a serveis mèdics, socials i d'altra índole que s'ofereix als monjos del de l'ordre Ramakrishna i a col·lectius desfavorits. L'any 2003 es va inaugurar també l'estació de tren de Belurmath dedicada al temple de Belurmath.

### El temple Ramakrishna
El temple està dissenyat per celebrar la diversitat de les religions de l'Índia. S'assembla a un temple, o bé a una mesquita, o a una església segons l'angle des d'on s'observa. L'estil arquitectònic i el simbolisme de diverses religions s'han incorporat al disseny del temple per transmetre la fe universal en la qual creu el moviment. El temple és considerat com un primer exemple de la importància de la "dimensió material" de la religió.
L'entrada d'aquest gran edifici, al centre del campus, té una façana d'estil budista. I per sobre recorda als temples hindús del sud de l'Índia. Les finestres i els balcons recorden l'estil Mughal i Rajput del nord de l'Índia. La cúpula central s'inspira en la cúpula de Santa Maria del Fiore, construïda durant el període del Renaixement. La planta és una creu llatina. El temple té una alçada de 34 metres. La seva decoració arquitectònica (cúpules, finestres, naus, pilars, mobles) està realitzada deliberadament de diferents tradicions religioses importants.
El temple està principalment construït amb pedra de chunar i una part de la façana és de ciment. L'alta entrada del temple és com un gopuram de l'Índia meridional i els pilars d'ambdós costats representen un estil arquitectònic budista. Les tres cúpules amb forma de paraigües a la part superior construïdes als estils de rajput i moghul semblen els sostres de palla del poble de Kamarpukur on nasqué Ramakrishna.
La part circular de l'entrada és una barreja de l'estil Ajanta amb l'arquitectura hindú on s'ubica l'emblema de l'Ordre. Just a sobre hi ha una rèplica d'un lingam de Xiva. La sala congregacional al costat del santuari, s'assembla a una església, especialment la basílica de Sant Pere a Roma. Els pilars alineats als dos laterals són d'estil dòric. La biga superior està sostinguda per suports decorats com el Temple Minakxia a Madurai, de la regió de Tamil Nadu. Els dissenys elaborats sobre els pilars s'inspiren a l'estil d'Orissa. Els balcons penjats sobre la ala Natmandir i les finestres mostren l'efecte de l'arquitectura Moghul utilitzada a Fatehpur Sikri.
El kalasha és daurat i col·locat a la part superior del temple amb un lotus florit a continuació. L'arquitectura de la gran cúpula i de les altres cúpules mostren unes ombres d'estils islàmics, de Rajput, de terracota de Bengala i de Lingaraj. Les portes d'entrada tant a l'est com a l'oest del temple tenen pilars a banda i banda, similars a les elegants portes del Manmandir del fort Gwalior. Sobre aquestes portes hi ha les imatges d'en Ganeixa i en Hanuman, que representen l'èxit i el poder.
Al temple hi ha una gran estàtua de Sri Ramakrishna vestit de color de safrà, situat al bell mig d'un lotus de cent petits. Conté relíquies d'aquest sant hindú. Els cignes al frontal representen el Paramatman, són creades per en Gopeswar Pal, un artista de Calcuta. El baldaquí és de fusta de teca importada de Birmània. En Nandalal Bose és un dels artista que va contribuir a la decoració interior del temple.
Dins el temple s'hi poden celebrar grans concentracions. Se celebren anualment els aniversaris d'en Ramakrishna, en Vivekananda i na Sarada Devi, així com les importants festes de Kumari Puja (la tradició es iniciada per en Vivekananda el 1901) i la Durga puja (a l'octubre).

### Temple de Vivekananda
El Temple Vivekananda és un mausoleu on el cos de Swami Vivekananda va ser incinerat després de la seva mort el 1902, data del seu samadhi. Mausoleu que es va consagrar el 28 de gener de 1924. A la part superior del temple hi ha el caràcter sagrat de la religió hindú, l'Om (amb caràcters bengalí). A prop del monument, pel costat del riu, hi ha el bael, arbre fruiter, sota el qual en Vivekananda solia seure i on va demanar que l'incineressin. Va impartir ensenyances fins al matí de la seva mort, el 4 de juliol de 1902, amb 39 anys.

### El temple de Sarada Devi
També a la vora del riu es troba el temple de Sarada Devi es troba just a l'entrada de Belur Math. Un mausoleu construït i consagrat el 21 de desembre 1921 en record de qui va ser suport espiritual i esposa d'en Ramakrishna, anomenada pels seus seguidors la Santa Mare. El temple està construït on es van incinerar les seves restes mortals. Prop d'aquest temple hi ha un altre mausoleu dedicat a Swami Brahmananda, deixeble directe de Ramakrishna i el primer president de la missió Ramakrishna i l'ordre Ramakrishna.

### Museu
El museu està ubicat en un edifici de dues plantes on acull objectes que pertanyien a en Ramakrishna, la Sarada Devi, en Vivekananda i a alguns dels seus deixebles. I s'hi recreen diverses estances que van habitar.
Va ser recreada l'habitació on vivia Ramakrishna en un annex del temple a la deessa Kali a Dakshineswar. En una altra sala s'exposa una crònica il·lustrada del desenvolupament del moviment Ramakrishna a Bengala. Allotja una recreació realista del Panchavati, la zona de cinc arbres sagrats del Temple de Kali a Dakshineswar, on Ramakrishna practicava la seva sadhana (disciplines espirituals). Estan exposats, el bol de pedra negra amb el qual Ramakrishna va prendre payasam (un plat indi dolç) durant els seus últims dies, mentre patia càncer de gola, i el coixí que havia utilitzat a la casa de Calcuta, on va passar els seus últims mesos. L'habitació on va distribuir roba ocre a 12 deixebles que ungien Vivekananda (llavors Narendranath) com el seu líder, també s'ha mostrat amb un model de Ramakrishna donant la gràcia als seus deixebles, i el calçat utilitzat per ell. Així com l'habitació de Dakshineswar on Ramakrishna va viure, recreada amb una mostra de roba i altres objectes usats per ell, la tanpura utilitzada per Vivekananda per cantar al seu mestre i es mostren les còpies de dos dibuixos de carbó que esbossen Ramakrishna.
La peregrinació de Sarada Devi a Chennai, Madurai i Bangalore també ha estat exposada, juntament amb articles utilitzats per ella durant el 1911. El museu mostra una enorme rèplica de Swami Vivekananda a la part davantera del Chicago Art Institute, on va pronunciar el famós discurs al Parlament de les Religions del Món que es van celebrar el setembre de 1893.